# Rasquert
Rasquert (en groningois : Raskert ou Raskerd) est un village de la commune néerlandaise de Het Hogeland, situé dans la province de Groningue. 

## Géographie
Le village est situé près de Baflo, à 17 km au nord de Groningue.

## Histoire
Rasquert fait partie de la commune de Baflo avant le 1er janvier 1990 puis elle est intégrée à celle de Winsum avant le 1er janvier 2019, où celle-ci est supprimée et fusionnée avec Bedum, De Marne et Eemsmond pour former la nouvelle commune de Het Hogeland.

## Démographie
Le 1er janvier 2019, le village comptait 160 habitants.